# Pedro Souto
Pedro Souto (Lomas de Zamora, 5 maggio 2000) è un calciatore argentino, difensore dell'Independiente Rivadavia in prestito dal Temperley.

## Caratteristiche tecniche
È un terzino sinistro.

## Carriera
È cresciuto nel settore giovanile del Temperley, con cui ha debuttato il 21 agosto 2021 nell'incontro di Primera B Nacional pareggiato 1-1 contro il Tigre. Il 21 ottobre seguente ha firmato il suo primo contratto professionistico ed il 12 febbraio 2022 ha segnato il suo primo gol nella partita persa 2-1 contro il San Martín (T).
Il 1º gennaio 2023 è passato in prestito con opzione al Banfield. ed il 13 marzo ha debuttato in Primera División nell'incontro vinto 1-0 contro il Boca Juniors. A fine anno non è stato riscattato ed ha fatto rientro al Temperley.
Il 13 gennaio 2025 è stato prestato all'Independiente Rivadavia.

## Statistiche

### Presenze e reti nei club
Statistiche aggiornate all'11 maggio 2025.
| Stagione         | Squadra                 | Campionato       | Campionato | Campionato | Coppe nazionali | Coppe nazionali | Coppe nazionali | Coppe continentali | Coppe continentali | Coppe continentali | Altre coppe | Altre coppe | Altre coppe | Totale | Totale | Totale |
| Stagione         | Squadra                 | Comp             | Pres       | Reti       | Comp            | Pres            | Reti            | Comp               | Pres               | Reti               | Comp        | Pres        | Reti        | Pres   | Reti   |        |
| ---------------- | ----------------------- | ---------------- | ---------- | ---------- | --------------- | --------------- | --------------- | ------------------ | ------------------ | ------------------ | ----------- | ----------- | ----------- | ------ | ------ | ------ |
| 2021             | Temperley               | PBN              | 13         | 0          | CA              | 1               | 0               | -                  | -                  | -                  | -           | -           | -           | 14     | 0      |        |
| 2022             | Temperley               | PBN              | 28         | 2          | -               | -               | -               | -                  | -                  | -                  | -           | -           | -           | 28     | 2      |        |
| 2023             | Banfield                | PD               | 8          | 0          | CA+CdL          | 0               | 0               | -                  | -                  | -                  | TC          | 0           | 0           | 8      | 0      |        |
| 2024             | Temperley               | PBN              | 33         | 1          | CA              | 4               | 0               | -                  | -                  | -                  | -           | -           | -           | 37     | 1      |        |
| Totale Temperley | Totale Temperley        | Totale Temperley | 74         | 3          |                 | 5               | 0               |                    | -                  | -                  |             | -           | -           | 79     | 3      |        |
| 2025             | Independiente Rivadavia | PD               | 7          | 0          | CA              | 1               | 0               | -                  | -                  | -                  | -           | -           | -           | 8      | 0      |        |
| Totale carriera  | Totale carriera         | Totale carriera  | 89         | 3          |                 | 6               | 0               |                    | -                  | -                  |             | 0           | 0           | 95     | 3      |        |